# 콤바섬
콤바섬(인도네시아어: Pulau Komba)은 인도네시아의 소순다 열도에 위치한 작은 화산섬으로, 활화산이다.
이 섬은 활동이 매우 왕성한 성층 화산으로, 섬 내에 작은 분화구가 있다. 지금도 분화가 계속 일어나며, 대부분
화산재를 분출하지만 때때로 스트롬볼리식 분화 형태로 용암을 분출하기도 한다. 지금도 관광객들이 많이 방문하는 곳이다.
주봉은 바투타라산이다.